# Bessarion Gotschaschwili
Bessarion Gotschaschwili (georgisch ბესარიონ გოჩაშვილი; * 26. Februar 1983 in Tiflis) ist ein georgischer Ringer. Er war 2008 Olympiateilnehmer in Peking und mehrfacher Medaillengewinner bei Europameisterschaften im freien Stil im Bantamgewicht.

## Werdegang
Bessarion Gotschaschwili ringt seit dem Jahre 1990 und wird seitdem von Nugsar Schireli trainiert. Er gehört dem Sportclub Dynamo Tiflis an. Er konzentriert sich ganz auf den freien Stil. Der 1,67 Meter große Athlet, der z. Zt. auch vom Ringen lebt, startet in der leichtesten Gewichtsklasse, dem Bantamgewicht, das sein Gewichtslimit bei 55 kg Körpergewicht hat.
Seit 1998 startet er regelmäßig bei internationalen Meisterschaften. Schöne Erfolge konnte er bereits im Juniorenbereich erzielen. So wurde er im Jahre 2000 in Bratislava Vize-Europameister in der Gewichtsklasse bis 54 kg Körpergewicht. Den gleichen Erfolg erzielte er bei der Junioren-Europameisterschaft 2002, wo er nur dem späteren Olympiasieger Mawlet Batirow aus Russland unterlag. Ein Jahr vorher, 2001, wurde er in Taschkent Vize-Weltmeister bei den Junioren. Auch hier war er erst im Finale einem Ringer, der später ein ganz Großer wurde, Dilschod Mansurow aus Usbekistan, unterlegen.
Bei den Senioren benötigte Bessarion Gotschaschwili längere Zeit, bis er sich auf internationaler Ebene in die absolute Spitzenklasse der Freistilringer integrieren konnte. Er kam dabei erstmals im Jahre 2005 zu einem Medaillengewinn, als er bei der Europameisterschaft in Warna im Bantamgewicht mit einem Sieg im entscheidenden Kampf über Francisco Javier Sanchez Parra aus Spanien den 3. Platz belegte. Eine weitere Medaille bei einer internationalen Meisterschaft erkämpfte er sich bei der Europameisterschaft 2009 in Vilnius. Dort kämpfte er sich mit Siegen über Wladislaus Andrejew aus Belarus und Yasar Aliew aus Aserbaidschan bis in das Finale vor, in dem er allerdings gegen Nariman Israpilow aus Russland unterlag.
Im Jahre 2008 qualifizierte sich Bessarion Gotschaschwili durch einen 2. Platz beim Olympia-Qualifikations-Turnier in Warschau die Teilnahmeberechtigung bei den Olympischen Spielen in Peking. In Peking kam er zu einem Sieg über Petru Toarca aus Rumänien, verlor aber dann seine beiden nächsten Kämpfe gegen Henry Cejudo aus den Vereinigten Staaten, dem späteren Olympiasieger und gegen Radoslaw Welikow aus Bulgarien, dem Weltmeister von 2006.
2012 wurde Bessarion Gotschaschwili des Dopings überführt und bis zum 27. Juni 2014 gesperrt.

## Internationale Erfolge
| Jahr | Platz | Wettbewerb                                   | Gewichtskl.  | Ergebnis |
| 1998 | 5.    | Welt-Jugend-Spiele in Moskau                 | bis 48 kg KG | hinter O Song Nam, Nordkorea, Wadim Nanijew, Russland, Dschmaleddin Mirzai, Iran und Yang Yung-ho, Südkorea                                                                      |
| 1999 | 9.    | Junioren-EM in Riga                          | bis 50 kg KG | Sieger: Suchrab Kisijew, Russland vor Ghenadi Tulbea, Rumänien |
| 1999 | 9.    | Junioren-WM in Łódź                          | bis 50 kg KG | Sieger: Sushil Kumar, Indien vor Batraz Tidijew, Russland |
| 2000 | 2.    | Junioren-EM in Bratislava                    | bis 54 kg KG | hinter Wjatscheslaw Tschernow, Russlan, vor Juri Golub, Ukraine und Sahit Prizreni, Albanien                                                                                     |
| 2001 | 2.    | Junioren-WM in Taschkent                     | bis 54 kg KG | nach Siegen über Jason Powell, USA, Jose Manuel Viramontes Gutierrez, Mexiko, Jürgen Schlegel, Deutschland u. Juri Golub u. einer Niederlage gegen Dilschod Mansurow, Usbekistan |
| 2002 | 7.    | EM in Baku                                   | Bantam       | nach einer Niederlage gegen Ersin Cetin, Türkei, einem Sieg über Amiran Kartanow, Griechenland u. einer Niederlage gegen Nazmi Alidjanow, Aserbaidschan                          |
| 2002 | 2.    | Junioren-EM                                  | bis 54 kg KG | hinter Mawlet Batirow, Russland, vor Sahit Prizreni, Florin Buga, Rumänien u. Thomas Sedlmeier, Deutschland                                                                      |
| 2002 | 20.   | WM in Teheran                                | Bantam       | nach einem Sieg über Haibo Meng, Volksrepublik China u. einer Niederlage gegen Oleksandr Sacharuk, Ukraine                                                                       |
| 2003 | 11.   | EM in Riga                                   | Bantam       | nach einem Sieg über Antti Selälä, Finnland u. einer Niederlage gegen Mawlet Batirow                                                                                             |
| 2003 | 18.   | WM in New York                               | Bantam       | nach einem Sieg über Roman Kollar, Slowakei u. einer Niederlage gegen Amiran Kartanow                                                                                            |
| 2004 | 13.   | Olympia-Qualifikations-Turnier in Bratislava | Bantam       | Sieger: Rene Montero Salas, Kuba vor German Kontojew, Belarus |
| 2004 | 6.    | EM in Ankara                                 | Bantam       | nach einer Niederlage gegen Iwan Djorew, Bulgarien u. einem Sieg über Alexei Kosarjew, Belarus                                                                                   |
| 2005 | 3.    | EM in Warna                                  | Bantam       | nach einem Sieg über Geworg Markarjan, Ukraine, einer Niederlage gegen Radoslaw Welikow, Bulgarien u. einem Sieg über Francisco Javier Sanchez Parra, Spanien                    |
| 2006 | 10.   | EM in Moskau                                 | Bantam       | nach einem Sieg über Marcel Ewald, Deutschland u. einer Niederlage gegen Dschamal Otarsultanow, Russland                                                                         |
| 2006 | 28.   | WM in Guangzhou                              | Bantam       | nach einer Niederlage gegen Namig Abdullajew, Aserbaidschan |
| 2007 | 5.    | EM in Sofia                                  | Bantam       | nach Siegen über Fabio Coscino, Italien u. Francisco Javier Sanchez Parra und Niederlagen gegen Bessik Kuduchow, Russland und Radoslaw Welikow                                   |
| 2008 | 15.   | EM in Tampere                                | Bantam       | nach einer Niederlage gegen Radoslaw Welikow |
| 2008 | 2.    | Olympia-Qualifikations-Turnier in Warschau   | Bantam       | hinter Yang Kyong-il, Nordkorea, vor Ramil Rejebow, Turkmenistan u. Petru Toarca                                                                                                 |
| 2008 | 8.    | OS in Peking                                 | Bantam       | nach einem Sieg über Petru Toarca u. Niederlagen gegen Henry Cejudo, USA u. Radoslaw Welikow                                                                                     |
| 2009 | 3.    | Ukrainian-Memorial-International in Kiew     | Bantam       | hinter Mykola Aiwazan u. Sergei Rauschnijow, bde. Ukraine |
| 2009 | 2.    | Dan-Kolow-Turnier in Sofia                   | Bantam       | hinter Tomohiro Matsunaga, Japan, vor Ramazan Demir, Türkei u. Gerguiga Anoha, Frankreich                                                                                        |
| 2009 | 2.    | EM in Vilnius                                | Bantam       | nach Siegen über Wladislaw Andrejew, Belarus u. Yasar Aliew, Aserbaidschan u. einer Niederlage gegen Nariman Israpilow, Russland                                                 |
| 2009 | 23.   | WM in Herning/Dänemark                       | Bantam       | nach einer Niederlage gegen Mykola Aiwazan, Ukraine |
| 2010 | 5.    | Golden-Grand-Prix in Tiflis                  | Bantam       | hinter Ghenadie Tulbea, Monaco, Namig Sewdinzadeh, Aserbaidschan, Rahul Balasaheb Aware, Indien u. Juri Ledenew, Ukraine                                                         |
| 2010 | 3.    | Golden-Grand-Prix in Baku                    | Bantam       | hinter Shinichi Yumoto, Japan u. Nariman Israpilow |
| 2010 | 14.   | WM in Moskau                                 | Bantam       | nach einem Sieg über Mude Qi, Volksrepublik China u. einer Niederlage gegen Hassan Rahimi, Iran                                                                                  |

## Erläuterungen
- alle Wettbewerbe im freien Stil
- OS = Olympische Spiele, WM = Weltmeisterschaft, EM = Europameisterschaft
- Bantamgewicht, Gewichtsklasse bis 55 kg Körpergewicht